# Microdochium nivale

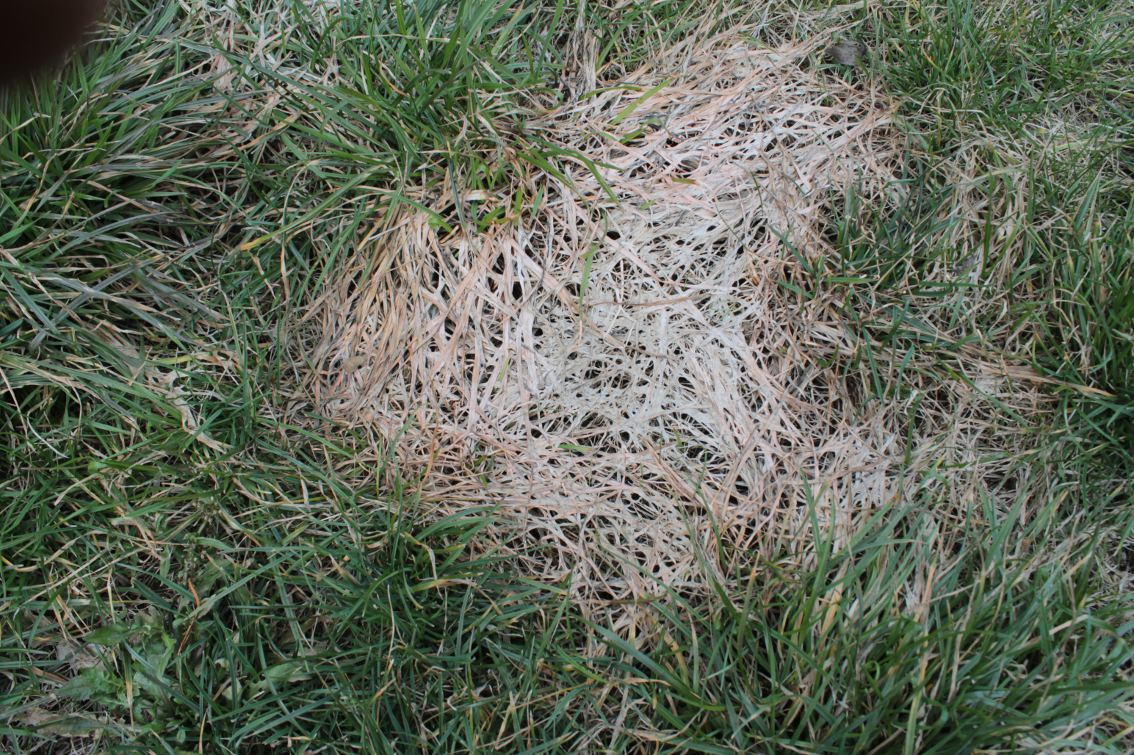
Pleśń śniegowa wywołana przez Microdochium nivale

Microdochium nivale (Fr.) Samuels & I.C. Hallett – gatunek grzybów należący do klasy Sordariomycetes. Jest głównym sprawcą pleśni śniegowej, wywołuje także przed i powschodową zgorzel siewek i fuzariozę kłosów zbóż.

## Systematyka i nazewnictwo
Pozycja w klasyfikacji według Index Fungorum: Microdochium, Amphisphaeriaceae, Amphisphaeriales, Xylariomycetidae, Sordariomycetes, Pezizomycotina, Ascomycota, Fungi.
Po raz pierwszy zdiagnozował go w 1849 r. Elias Fries nadając mu nazwę Lanosa nivalis. Obecną, uznaną przez Index Fungorum nazwę nadali mu Gary Joseph Samuels i Ian Charles Hallett w 1983 r.
Synonimy:
- Microdochium nival (Fr.) Samuels & I.C. Hallett 1983 var. nivale
- Monographella divergens (Rehm) Petr. 1924
- Monographella nivalis (Schaffnit) E. Müll. 1977
- Monographella nivalis var. neglecta (Krampe) Gerlach 1980
- Monographella nivalis (Schaffnit) E. Müll. 1977 var. nivalis
- Sphaerulina divergens Rehm 1913

Microdochium nivale to anamorfa. Telemorfą jest Monographella nivalis.

## Morfologia
Grzyb mikroskopijny, kriofil, mogący rozwijać się w niskich temperaturach (około 0 °C). Tworzy sporodochia z krótkimi, 1-3 komórkowymi konidioforami, nierozgałęzionymi i zazwyczaj prostymi konidioforami. Na ich szczycie znajduje się cylindryczna, prosta lub wygięta i zwężona w wierzchołkowej części komórka konidiotwórczatypu annelida. Powstają w niej drobne, 2–3–komórkowe konidia o rozmiarach 13–27 × 2,4–3,8 μm. Teleomorfa ma niewielkie znaczenie w rozprzestrzenianiu choroby. Tworzy całkowicie zanurzone w tkankach roślin czarne perytecja o rozmiarach 120–180 × 100–150 μm. Worki mają rozmiar 60–180 × 6–9 μm. Powstają w nich hialinowe, 1–3 komórkowe askospory o rozmiarach 10–18 × 3,5–4,5 μm.
Grzyb zimuje na martwych częściach roślin.